# Wright Cyclone

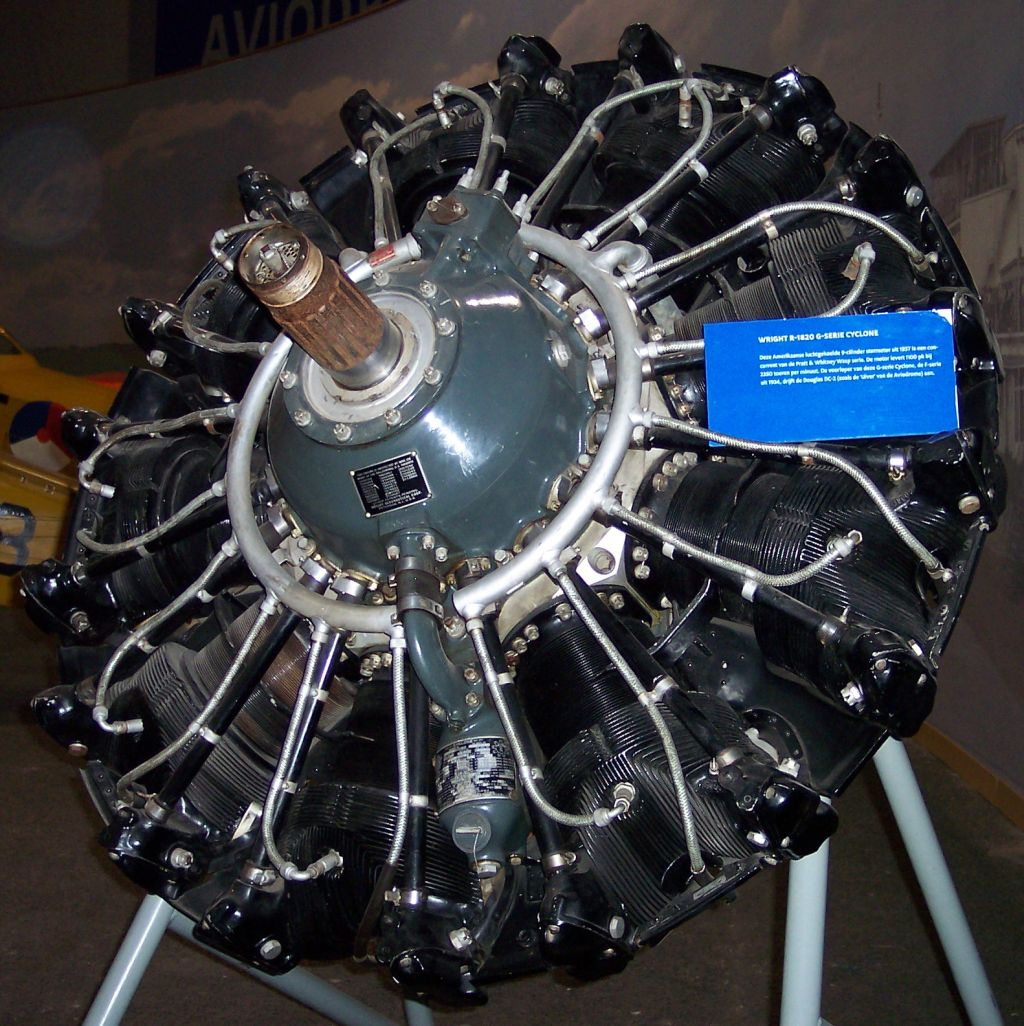
Wright Cyclone R-1820G

Wright Cyclone war die Bezeichnung einer Reihe von Flugtriebwerken des US-amerikanischen Herstellers Curtiss-Wright. Es waren luftgekühlte Sternmotoren, die in vier Serien mit vielen Untertypen gebaut und in großen Stückzahlen vertrieben wurden.
Die Produktion des Triebwerks begann mit dem R-1820 E im Juli 1930. Die Fertigung endete mit dem R-3350 EA im August 1962. Die Gesamtzahl der hergestellten Cyclone-Triebwerke betrug 163.881 Einheiten.

## Triebwerksserien
- R-1300 – 7-Zylinder-Sternmotor
- R-1820 – 9-Zylinder-Sternmotor
- R-2600 – 14-Zylinder-Doppelsternmotor
- R-3350 – 18-Zylinder-Doppelsternmotor